# Cratyna longitermenta
Cratyna longitermenta är en tvåvingeart som beskrevs av Werner Mohrig 1999. Cratyna longitermenta ingår i släktet Cratyna och familjen sorgmyggor. Inga underarter finns listade i Catalogue of Life.